# Серочин (Поморське воєводство)
Серочин (пол. Sieroczyn) — село в Польщі, у гміні Члухув Члуховського повіту Поморського воєводства.
Населення — 247 осіб (2011).
У 1975-1998 роках село належало до Слупського воєводства.

## Демографія
Демографічна структура станом на 31 березня 2011 року:
|          | Загалом | Допрацездатний вік | Працездатний вік | Постпрацездатний вік |
| -------- | ------- | ------------------ | ---------------- | -------------------- |
| Чоловіки | 123     | 29                 | 87               | 7                    |
| Жінки    | 124     | 27                 | 73               | 24                   |
| Разом    | 247     | 56                 | 160              | 31                   |